# John Stewart (Green Lantern)
Pour les articles homonymes, voir John Stewart et Stewart.
John Stewart est un super-héros appartenant à l'univers de DC Comics, plus connu comme l'un des Green Lantern. Il fut créé par le scénariste Dennis O'Neil et le dessinateur Neal Adams dans Green Lantern volume 2 no 87 (décembre 1971/janvier 1972).

## Histoire
Au début des années 1970, John Stewart était à l'origine un architecte sans emploi — son passé sera par la suite modifié par DC Comics pour faire de lui un vétéran du Corps des Marines — qui a été sélectionné par les Gardiens pour remplacer Guy Gardner comme second Green Lantern de la Terre. Quand Hal Jordan a quitté le Corps pour une longue période, Stewart a servi de Green Lantern régulier durant cette période. C'est à cette époque que son arrogance a causé la destruction de la planète Xanshi durant la saga Cosmic Odyssey, à la suite de quoi il essaiera de se tuer.
Après la dissolution du Corps, il devient un temps leader du corps concurrent des Darkstars et nouera une relation romantique avec une de ses collègues, Shayera Hol (Hawkgirl). Il finira par revenir sur Terre, blessé aux jambes. L'usage de celles-ci lui sera rendu par Hal Jordan avant qu'il se sacrifie pour sauver la Terre. Kyle Rayner lui confiera ensuite un anneau et il finira par le remplacer au sein de la Ligue de justice d'Amérique.
À la suite du retour du Corps, il partage avec Hal Jordan, la responsabilité de la protection de la Terre. Actuellement, il est en mission secrète sur une planète lointaine.

## Autres médias

### La Ligue des justiciers
Dans la série animée, John Stewart est un membre fondateur de la Ligue et entretient une relation avec Hawkgirl.
- La Ligue des justiciers (Justice League puis Justice League Unlimited, 91 épisodes, Paul Dini, Bruce Timm, 2001-2006) avec Phil LaMarr (VF : Michel Vigné)
- Static Choc (Static Shock, Dwayne McDuffie, 2000-2004) avec Phil LaMarr (VF : Michel Vigné)

### La Ligue des Justiciers: Nouvelle Génération
Dans la série La Ligue des justiciers : Nouvelle Génération, Hal Jordan et John Stewart sont membres de la Ligue de justice d'Amérique. Dans l'épisode L'Ordre du jour, ils s'opposent vivement et à l'unisson à l'intégration de Guy Gardner dans l'équipe.
- La Ligue des justiciers : Nouvelle Génération (Young Justice, Greg Weisman, Brandon Vietti, 2010-) avec Kevin Michael Richardson (VF : Jérôme Pauwels, Marc Alfos, puis Paul Borne)

### Autres
- 2017 : Justice League Dark (vidéo) de Jay Oliva
- 2018 : Teen Titans Go! to the Movies de Lil Yachty  (VF : Bruno Choel)
- 2020 : Justice League Dark: Apokolips War de Jay Oliva
- 2020 : Superman: Red Son
- 2022 : Green Lantern: Beware My Power